# Набережная реки Томи
Набережная реки Томи — улица в Томске, от площади Ленина до Пристанского переулка.

## История
Улица постепенно была образована постройками (в основном торгово-складскими помещениями) на берегу реки Томь, делилась на части притоками реки — Ушайкой, Истоком, а также другими водоёмами. Участки имели уточняющие названия — Заисточная, Заозерная, Сенной части.

## Современность
В летний период на набережной проходят «Чеховские пятницы», официальная презентация состоялась 5 августа 2005 года.

## Достопримечательности

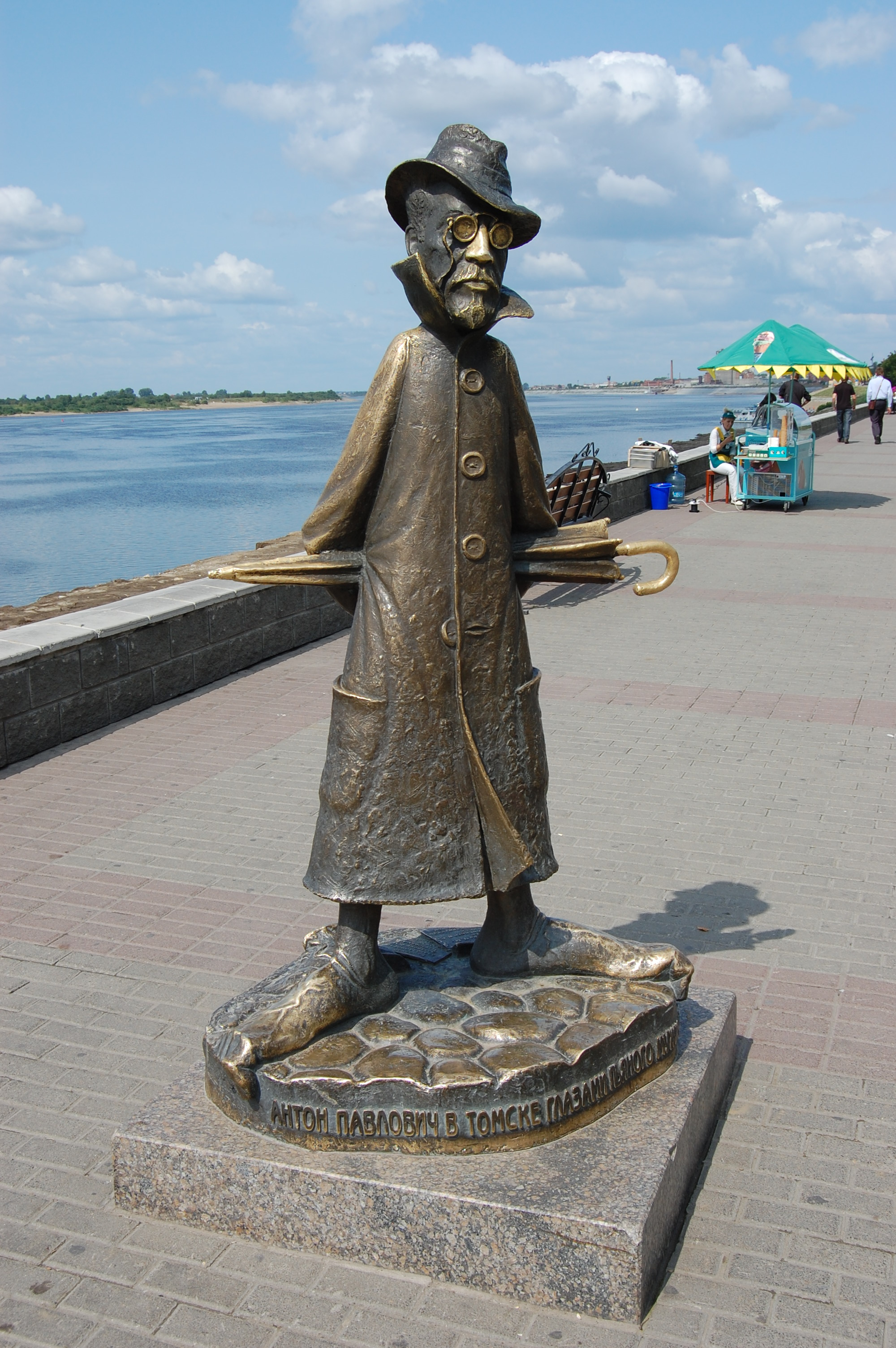
Памятник-шарж А. П. Чехову

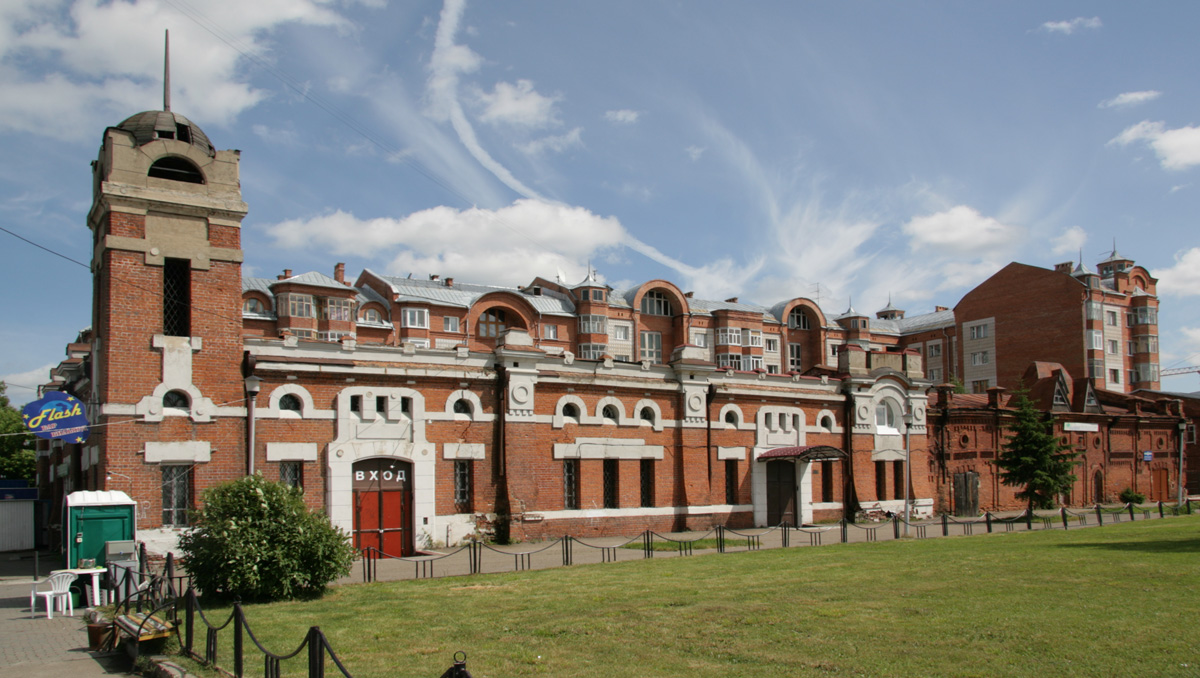
Склад торгового дома «В. А. Горохов»

д. 20 — городское начальное училище («Гоголевский дом», 1905, архитектор Федоровский П. Ф.)  № 7020039000
д. 27 — бывшие склады В. А. Горохова (1914 (1916?), архитектор А. Д. Крячков)  № 7010040000
д. 29 — Речной вокзал
Памятник-шарж А. П. Чехову (2004, скульптор Л. А. Усов), надпись на постаменте: «Антон Павлович в Томске глазами пьяного мужика, лежащего в канаве и не читавшего „Каштанку“».